# Szent István-kápolna (Esztergom)

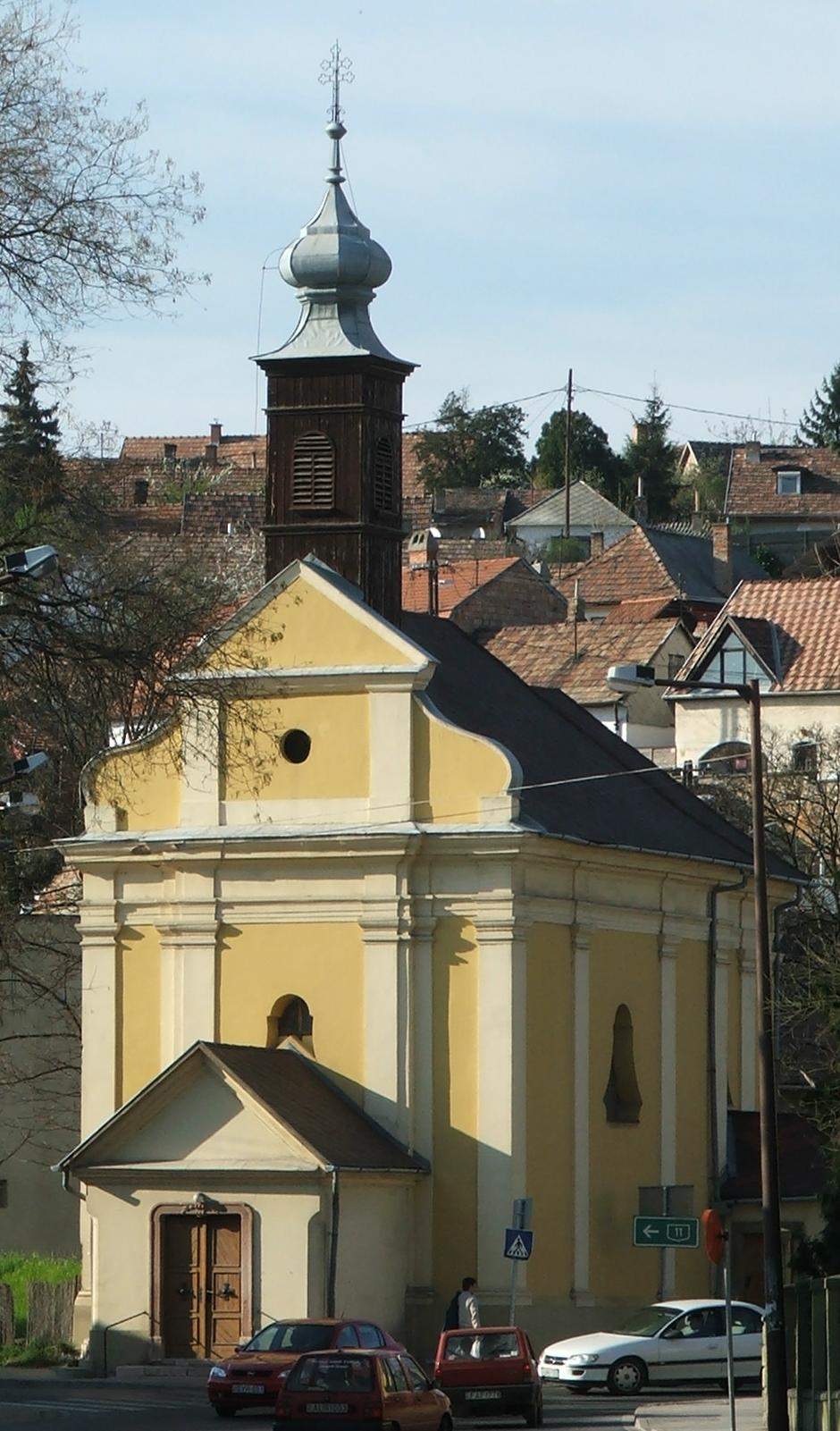
A kápolna, mögötte a Szent Tamás-hegy

Az esztergomi római katolikus Szent István-kápolna a Szent Tamás-hegy lábánál álló műemlék épület. Az Imaház utca és a Szent Tamás utca sarkán, az ún. Bánomi áttörés mellett található a Duna Múzeum szomszédságában. Területileg a vízivárosi plébániához tartozik.

## Története
A mai kápolna helyén a középkori Örmény falu temploma állt. A Keresztelő Szent János-templomot 1281-ben említik először a leírások. A török dúlás alatt elpusztult épület helyén, 1745 körül valószínűleg Oracsek Ignác építette  fel a mai kápolnát Galgóczy János kanonok és a káptalan megrendelésére. 1882-ben a kápolna tőszomszédságában nyitották meg az újjáépített kis kórházát a cselédek és más szegények javára.

## Leírása
Szabadon álló, egyhajós, egyenes szentélyzáródású barokk épület. Ablakai lant alakúak. A szentély felől kontyolt nyeregtetős kápolna. A szentélyhez keleti oldalról egy sekrestye csatlakozik. Főhomlokzata törtvonalú oromzattal lezárt, előtte timpanonos, nyeregtetővel fedett előcsarnok áll, ami klasszicista jegyeket hordoz. Ez a 19. század második feléből való. A későbbi építésre utal az is, hogy az előcsarnok félig takarja a főhomlokzat lant alakú ablakát. Bejáratát kőkeret szegélyezi. Tornya fából készült huszártorony, rajta  bádog hagymakupolával, zsalus harangablakokkal. A főhomlokzatot és az oldalfalakat is lizénák tagolják.
Berendezéséből csak az oltárkép nélküli főoltár az eredeti. A mai oltárkép Jakobey Károly műve 1875-ből, Szent Istvánt és Szent Imrét ábrázolja. A szentély süvegboltozatának falképe 1788-ból való, és a Szent Jobbot ábrázolja, amint megjelennek előtte a betegek és koldusok gyógyulásért és segítségért imádkozva.
Az épület mellett egy késő barokk, corpussal egybefaragott, fogadalmi kőkereszt áll. Felirata: „Renováltatott a hívek adományából 1949-ben”.